# Vasconer
Vasconerne var en før-romersk stamme, der ved romernes ankomst i det 1. århundrede beboede et område, der strakte sig mellem Ebro-floden øvre løb og den sydlige del af de vestlige Pyrenæer. Denne region svarer til nutidens Navarre, det vestlige Aragon og det nordøstlige La Rioja, på den Iberiske Halvø. Vasconerne betragtes ofte som forfædre til de nuværende baskere, til hvem de overleverede deres navn.

## Territorium

### Romersk periode
Beskrivelsen af det område, som vasconerne beboede i antikken, forekommer i tekster fra klassiske forfattere, mellem det 1. århundrede f.Kr. og det 2. århundrede e.Kr., såsom Livius, Strabon, Plinius den Ældre og Ptolemæus. Selvom disse tekster er blevet studeret som referencekilder har nogle forfattere påpeget den tilsyneladende mangel på ensartethed og også eksistensen af modsætninger i teksterne, særligt i forhold til Strabon.
Det ældste dokument stammer fra Livius (59 f.Kr. – 17. e.Kr.), der i en kort passage af sit værk om Sertorian-krigen i 76 f.Kr. fortæller, hvordan de efter at have krydset Ebro og byen Calagurris Nasica krydsede vasconernes flade områder – eller Vasconum agrum – indtil de nåede grænsen til deres umiddelbare naboer, beronerne. Ved at sammenligne andre dele af det samme dokument, udledes det, at denne grænse var placeret mod vest, mens de sydlige naboer til vasconerne var keltibererne med deres by, Contrebia Leucade.
Plinius den Ældre nævnte i sit værk Naturalis Historia (en tekst der er skrevet før 50 f.Kr.), at vasconerne boede i den vestlige ende af Pyrenæerne, naboer til varduli og strakte sig til Oiarso-bjergene og ind til kysten af Biscayabugten, i et område han kaldte Vasconum saltus. Den græske geograf Strabon, der levede på Augustus' tid (63 f.Kr. – 14 e.Kr.), refererer til vasconerne (på oldgræsk: Ούασκώνων), og placerede deres hovedby, eller polis, i Pompaelo og også Callagurris.
Samme information findes igen i Ptolemæus' værker, der levede i det 1. og 2. århundrede e.Kr. I sin bog, Geōgraphikḕ Hyphḗgēsis, kapitel 6, fortæller han navnene på 15 byer inden for vasconerne territorium, foruden Oiarso: Iturissa, Pompaelo, Bituris, Andelos, Nemanturissa, Curnonium, Graccuris, Caccuris, Caccuris, Calaguris, Ca. Ercavica, Tarraga, Muscaria, Seguia og Alavona.
Vasconernes territorium under den Romerske Republik og det Romerske Kejserrige svarede til det nuværende Navarra, den nordøstlige yderpunkt af Gipuzkoa, og dele af La Rioja, Zaragoza og Huesca, inklusive byen Calagurris.

## Eksterne links
- Vascones i Auñamendi Encyclopedia, af Bernardo Estornés Lasa.